# 105 FM (Rio de Janeiro)
105 FM é uma emissora de rádio brasileira sediada no Rio de Janeiro, capital do estado homônimo. Opera no dial FM, na frequência 105,1 MHz, e é uma emissora própria da Rede Aleluia, sendo pertencente à Igreja Universal do Reino de Deus. Seus estúdios estão no Templo da Glória do Novo Israel, sede carioca da IURD, em Del Castilho, e seus transmissores estão no alto do Morro do Sumaré, no Rio Comprido.

## História
Inicialmente, ficou sendo chamada de Jovem Rio, quando que, na década de 1980 e 1990, fora transformada na FM 105. Na época, pertencia ao Sistema JB de Rádios, junto com as rádios Cidade (102,9 MHz), JB FM (99,7 MHz) e Rádio Jornal do Brasil (940 kHz). Todas funcionavam no antigo prédio do Jornal do Brasil, na Avenida Brasil, 500, na Zona Portuária do Rio de Janeiro.
Era uma rádio que tocava música popular, num estilo romântico, ao ponto que nos anos de 1990, também era conhecida como "a rádio de bem com a vida". Com crise do Grupo JB, pertencente a Nascimento Brito, a rádio foi vendida a uma deputada estadual que manteve sua grade de programação e local de funcionamento. Em 1997 foi vendida à Igreja Universal do Reino de Deus que alterou sua programação para, numa segunda-feira, se tornar uma rádio totalmente evangélica. A rádio era cabeça da Rede Aleluia até 2002, quando a sede foi transferida para São Paulo.

O Sindicato dos Trabalhadores em Rádio e Televisão do estado do Rio de Janeiro (SinRadTv-RJ), em nome de seus profissionais associados, inciou uma ação trabalhista contra a emissora. Obtendo na Justiça, em 2019 vitória definitiva sobre os abonos anteriormente não pagos aos trabalhadores pela FM 105 e suas co-irmãs de mesmo grupo empresarial TV Universal e a Rádio Contemporânea (antiga Rádio Record-Rio), sendo beneficiados todos aqueles que trabalharam entre 2010 e 2015 e ficaram sem receber o Abono conforme previsto nas Convenções Coletivas celebradas neste período.